# شیوع گردباد از ۲۴ تا ۲۷ مارس ۲۰۲۳
در روز ۲۴ مارس ۲۰۲۳، آب و هوای سخت و طوفان گردباد شروع به تأثیر بر قسمت هایی از دره رودخانه می‌سی‌سی‌پی در ایالات متحده نمود. یک چاله با حرکت آرام به سمت شرق در سرتاسر ایالات متحده به حرکت درآمد و با محیط مرطوب و زودگذر خلیج مکزیک در واکنش بود که منجر به بارش شدید باران پهناور، و به همراه رعد و برق شدید و گردبادهای چشمگیری شد که طوفان ها به مدت ۴ روز به طول انجامید. یک گردباد خشن ای اف۴ در شهرهای رولینگ فورک ، میدنیقت و سیلور سیتی  در سمت غرب می سی سی پی مسیری را گذراند و باعث خسارت فاجعه بار و کشتار بسیاری شد. چندین گردباد اضطراری برای آن گردباد و دو گردباد بعدی ای اف ۳ از همان توفان چرخشی که به وینونا و ایمری ضربه زد، صادر گردید. 
بادهای ویران کننده، گردبادهای تعبیه شده و سیل ناگهانی نیز در سراسر ناحیه اتفاق افتاد، چون یک طوفان سازمان‌یافته در تنسی و آلاباما به سوی شرق به حرکت درآمد، از غبیل یک گردباد پایین ای اف ۲ که یک نفر را در هارتسل، آلاباما به قتل رساند. هوای شدیدتر و گردبادها روز بعد در می سی سی پی ، آلاباما و جورجیا و اوهایو اعلام شد.  بعد از سکون در بیشتر روزهای ۲۵ مارس، سیستم طوفان متوقف گردید و شیوع بیماری در روز ۲۶ مارس تا ۲۷ مارس ادامه پیدا کرد.